# Stilbia powelli
Stilbia powelli är en fjärilsart som beskrevs av Charles Boursin 1940. Stilbia powelli ingår i släktet Stilbia och familjen nattflyn. Inga underarter finns listade i Catalogue of Life.